# Rhopaloceracris
Rhopaloceracris is een geslacht van rechtvleugeligen uit de familie veldsprinkhanen (Acrididae). De wetenschappelijke naam van dit geslacht is voor het eerst geldig gepubliceerd in 1940 door Tinkham.

## Soorten
Het geslacht Rhopaloceracris omvat de volgende soorten:
- Rhopaloceracris chapaensis Tinkham, 1940
- Rhopaloceracris chinensis Tinkham, 1940